# Esperança Nova
Esperança Nova, en español Esperanza Nueva, es una población brasileña situada en la región noroccidental del estado de Paraná. Con una extensión de 138,56 km² y una población en 2020 de 1.665 habitantes, limita  al norte con Xambrê, al sur con São Jorge do Patrocínio, al este con Alto Paraíso y al oeste con Pérola.

## Historia
La región comenzó a ser explorada en 1896 por un grupo de aproximadamente 250 colonos ingleses, que en 1898 abandonaron la zona por el escaso beneficio obtenido con el ganado y las plantaciones. En 1912 una nueva remesa de ganaderos proveniente del sur del estado, ocuparía las tierras, que en esa época recibió el nombre de Nova Terra (Nueva Tierra), abandonando el lugar al poco tiempo, a causa del bajo rendimiento de las explotaciones. 
El 21 de diciembre de 1995, por la ley estatal nº11.259, se creaba el Municipio de Esperança Nova, desmembrado de Pérola, del que formaba parte, instituyéndose oficialmente el 1 de enero de 1997.